# Gare de Nishi-Ōi
La gare de Nishi-Ōi (西大井駅, Nishi-Ōi-eki) est une gare ferroviaire de la ville de Tokyo au Japon. Elle est située dans l'arrondissement de Shinagawa. La gare est desservie par les lignes Shōnan-Shinjuku et Yokosuka de la JR East.

## Situation ferroviaire
La gare de Nishi-Ōi est située au point kilométrique (PK) 10,4 de la ligne Yokosuka.

## Histoire
La gare a été inaugurée le 2 avril 1986.

## Services aux voyageurs

### Accès et accueil
La gare dispose d'un bâtiment voyageurs, avec guichets, ouvert tous les jours.

### Desserte
- Ligne  Shōnan-Shinjuku :
  - voie 1 : direction Ōfuna
  - voie 2 : direction Shinjuku et Ōmiya
- Ligne  Yokosuka :
  - voie 1 : direction Yokohama, Ōfuna et Kurihama
  - voie 2 : direction Tokyo et Chiba